# Нарвська (станція)
Нарвська — вантажна залізнична станція в Санкт-Петербурзі. Відноситься до Вітебського регіону Жовтневої залізниці.
Виконує роль проміжної станції між «північною» і «південною» «портовими лініями» залізничного вузла Санкт-Петербурга. Відкрита в 1936 році. До цього існувала у вигляді зупинного пункту Пост №2.
Розташована в промзоні в районі Автово і примикає до території Автовської ТЕЦ, куди ведуть окремі під'їзні колії, що проходять уздовж Південного військового кладовища, що знаходиться на території ТЕЦ . Станція розташована паралельно магістральному ходу, що прямує від Балтійського вокзалу, на якому знаходиться вантажопасажирська станція Бронева (з нею станцію сполучає Бронева вулиця).
З півночі станція Нарвська сполучена з перпендикулярною «північною портовою залізницею» (вона ж Путилівська залізниця): в західному напрямку прямують колії на тупикові станції Новий Порт (вантажний термінал на Гутевському острові) і Пущино (внутрішня станція Кіровського заводу). Колії в цьому напрямку перетинають вулицю Маршала Говорова та проспект Стачек по шляхопроводам, історія яких сягає 1870-х років, і прямують паралельно двом естакадам ЗШД.
У східному напрямку від північної горловини станції Нарвська Путилівська залізниця переходить на територію станції Корпусний Пост: в цьому місці знаходиться розв'язка залізничних колій, лінія що сполучає з «балтійським ходом» — станціями Санкт-Петербург-Балтійський і Бронева. Далі по ходу Путилівської залізниці знаходиться ще один історичний шляхопровід над Московським проспектом: сучасна споруда датується 1954-1955 роками (архітектор цього моста і мосту над пр. Стачек — В. Д. Кірхоглані); наступна станція — Цвєточна. Дана розв'язка раніше виконувала також функції сполучення з паралельною Варшавською залізницею, яка на початок ХХІ сторіччя розібрана.
Південна частина станції Нарвська через два залізничні переїзди на Краснопутилівській вулиці переходить в «південну портову залізницю»: в західному напрямку лінія прямує до прилеглої вантажний станції Автово, наступною за якою знаходяться численні термінали південної частини петербурзького порту. Строго на південь від південної горловини станції Нарвська знаходиться електродепо Автово, яке має сполучення зі станцією Автово. Південно-східне відгалуження від станції Нарвська прямує до сполучення з «балтійським ходом» у прилеглій платформи Ленінський Проспект, після якої напрями знову роздвоюються: далі на південний схід розташована станція Передпортова, на південний захід — платформа Дачне.